# Katy Spychakov
Katy Spychakov (en hebreo: קטי ספיצ'קוב‎}; Eilat, 6 de agosto de 1999) es una deportista israelí de origen ucraniano que compite en vela en las clases RS:X e iQFoil.
Ganó dos medallas de plata en el Campeonato Mundial de RS:X, en los años 2019 y 2021, y una medalla de plata en el Campeonato Europeo de RS:X de 2020. Además, obtuvo dos medallas en el Campeonato Mundial de IQFoil, en los años 2023 y 2024.
Participó en los Juegos Olímpicos de Tokio 2020, ocupando el sexto lugar en la clase RS:X.

## Palmarés internacional
| Campeonato Mundial | Campeonato Mundial     | Campeonato Mundial | Campeonato Mundial |
| Año                | Lugar                  | Medalla            | Clase              |
| ------------------ | ---------------------- | ------------------ | ------------------ |
| 2019               | Torbole (Italia)       | Medalla de plata   | RS:X               |
| 2021               | Puerto Sherry (España) | Medalla de plata   | RS:X               |
| Campeonato Europeo |                        |                    |                    |
| Año                | Lugar                  | Medalla            | Clase              |
| 2020               | Vilamoura (Portugal)   | Medalla de plata   | RS:X               |

| Campeonato Mundial | Campeonato Mundial     | Campeonato Mundial | Campeonato Mundial |
| Año                | Lugar                  | Medalla            | Clase              |
| ------------------ | ---------------------- | ------------------ | ------------------ |
| 2023               | La Haya (Países Bajos) | Medalla de plata   | iQFoil             |
| 2024               | Lanzarote (España)     | Medalla de bronce  | iQFoil             |